# 中村賢治 (ラグビー選手)
中村 賢治（なかむら けんじ、1951年8月9日 - ）は、日本の元ラグビー選手及び元同監督。

## 来歴
愛知県立岡崎高等学校を経て早稲田大学教育学部に進学。同大学のラグビー部で活動。ポジションはロック(LO)。2年時となる1971年度の全国大学選手権及び第9回日本選手権で優勝を経験。また1973年度の全国大学選手権でも優勝メンバーとして名を連ねた。
卒業後、東京芝浦電気（後の東芝）に入社し、東芝府中ラグビー部に加入した。その後同チームの監督として、1987年度の第40回全国社会人ラグビーフットボール大会で、同チームに初優勝をもたらした。しかし、続く1988年1月15日に行われた第25回日本ラグビーフットボール選手権大会では、早稲田大学在籍時代、監督して指導を受けた木本建治との『師弟対決』となったが、16－22で早稲田に敗れた。そしてこの一戦を最後に監督を退任した。
その後は東芝四日市工場総務部長等を歴任し、2006年、東芝ライテック取締役に就任した。